# Kurt Zeunert
Kurt Zeunert war ein deutscher Filmeditor.

## Leben
Zeunert begann im Jahr 1954 mit dem Filmschnitt und war vor allem als Editor bei deutschen Komödien tätig. Sein Vater Willy Zeunert war ebenfalls Filmeditor.

## Filmografie
- 1954: Roman eines Frauenarztes
- 1955: Der 20. Juli
- 1955: Du mein stilles Tal
- 1956: Nacht der Entscheidung
- 1956: Frucht ohne Liebe
- 1956: Anastasia, die letzte Zarentochter
- 1956: Stresemann
- 1956: Vor Sonnenuntergang
- 1957: Wie ein Sturmwind
- 1957: Die Unschuld vom Lande
- 1957: Kindermädchen für Papa gesucht
- 1957: Einmal eine große Dame sein
- 1958: Endstation Liebe
- 1958: Petersburger Nächte
- 1958: Wehe, wenn sie losgelassen
- 1958: Ohne Mutter geht es nicht
- 1958: Scala – total verrückt
- 1959: Was eine Frau im Frühling träumt
- 1959: Menschen im Hotel
- 1959: Abschied von den Wolken